# Xã Slippery Rock, Quận Lawrence, Pennsylvania
Xã Slippery Rock (tiếng Anh: Slippery Rock Township) là một xã thuộc quận Lawrence, tiểu bang Pennsylvania, Hoa Kỳ. Năm 2010, dân số của xã này là 3.283 người.